# Hallerndorf
Hallerndorf ist eine Gemeinde im oberfränkischen Landkreis Forchheim.

## Geografie

### Geografische Lage
Die Gemeinde liegt im Mündungsbereich der Aisch, der auch als „Unterer Aischgrund“ bezeichnet wird. Sie ist Grenzgemeinde zu den Landkreisen Bamberg und Erlangen-Höchstadt. Die Gemeinde liegt etwa auf halber Strecke zwischen den Städten Bamberg und Erlangen. Durch Hallerndorf verläuft der Fränkische Marienweg.

### Gemeindegliederung
Die Gemeinde Hallerndorf hat 9 Gemeindeteile:
| - Haid - Hallerndorf - Kreuzberg - Pautzfeld - Schlammersdorf | - Schnaid - Stiebarlimbach - Trailsdorf - Willersdorf |

Es gibt die Gemarkungen Hallerndorf, Pautzfeld, Schlammersdorf, Schnaid, Trailsdorf, Untere Mark (nur Gemarkungsteil 1) und Willersdorf.

### Nachbargemeinden
Nachbargemeinden sind (von Norden beginnend im Uhrzeigersinn):
Altendorf, Eggolsheim, Forchheim, Hausen, Heroldsbach, Adelsdorf, Höchstadt an der Aisch, Hirschaid

### Natur
Auf der Gemarkung von Stiebarlimbach liegen die Naturseen Haarweiher, Oberer und Unterer Herrnsee und Dummetsweiher.

## Geschichte

### Bis zum 19. Jahrhundert
Erste Siedlungsspuren auf dem Gebiet des heutigen Hallerndorf lassen sich aus der Zeit rund um das Jahr 100 vor Christus nachweisen. Vermutlich handelte es sich bei den im Jahr 2015 ausgegrabenen Resten eines kleinen Dorfes um eine Keltensiedlung.
Aus dem Jahr 1130 kann der Name „Hadelongendorf“ und 1140 „Hadelovgendorf“ nachgewiesen werden, der Ort entstand jedoch bereits im 8. Jahrhundert als bäuerliche Siedlung. Der Ortsname in seiner heutigen Schreibweise wurde 1334 erstmals urkundlich erwähnt. Bis 1018 gehörte Hallerndorf wie die umliegenden Gemeinden zum Bistum Würzburg, bis es im selben Jahr dem neu gegründeten Bistum Bamberg angeschlossen wurde.
Nachdem Hallerndorf ab 1315 zur Herrschaft der Schlüsselberger gehört hatte, schloss es sich nach dem Tod des letzten Schlüsselbergers Bamberg an. Am längsten herrschten die Adeligen des Ritterguts von Seckendorff,
die von der Mitte des 15. bis zur Mitte des 17. Jahrhunderts dort ihren Sitz hatten. Von ihnen stammte ein Wasserschloss, dessen Reste noch sichtbar sind. Das Schloss wurde 1525 in den Bauernkriegen von Bauern zerstört. Nach der Niederschlagung des Aufstandes wurde es mit  Zahlungen der Bauern wieder aufgebaut. In den Quellen ist von zwei Schlössern die Rede (oberes und unteres Schloss), deren Existenz jedoch nicht gesichert ist. Möglicherweise sind damit eine höher gelegene Hauptburg und eine tiefer liegende Vorburg gemeint.
Während des Dreißigjährigen Krieges wurde Hallerndorf schwer geschädigt. Der Zusammenstoß schwedischer und bambergischer Truppen verursachte den Tod vieler Bürger und die Zerstörung des Schlosses, das in der Folgezeit verfiel. Seit 1586 ist eine Teilung des Ortes in eine obere und eine untere Dorfhälfte bekannt. Während die obere Hälfte 1688 dem Hochstift Bamberg überschrieben wurde, erbten 1717 die Grafen von Schönborn-Wiesentheid die untere Hälfte vom letzten Grafen Wolf von Wolfsthal.
Nach der Säkularisation wurde der Ort im Jahre 1803 ein Teil des Königreichs Bayern.

### Eingemeindungen
Am 1. Januar 1972 wurden die bis dahin selbständigen Gemeinden Hallerndorf und Willersdorf zur neuen Gemeinde Hallerndorf zusammengeschlossen. Am 1. Januar 1974 kam Schnaid hinzu. Pautzfeld, Schlammersdorf und Trailsdorf folgten am 1. Mai 1978.

### Film über die Gemeinde
Am 22. September 2023 veröffentlichte die Gemeinde Hallerndorf einen von ihr in Auftrag gegebenen Film über die Gemeinde. Er wurde durch das Regionalbudget von der ILE Regnitz-Aisch gefördert und vom Filmemacher und Journalisten Christian Blank produziert. Ergänzt wurde der rund dreiminütige Film von zwölf weiteren Kurzfilmbeiträgen, die sich detaillierter mit dem Gemeindeleben befassen.

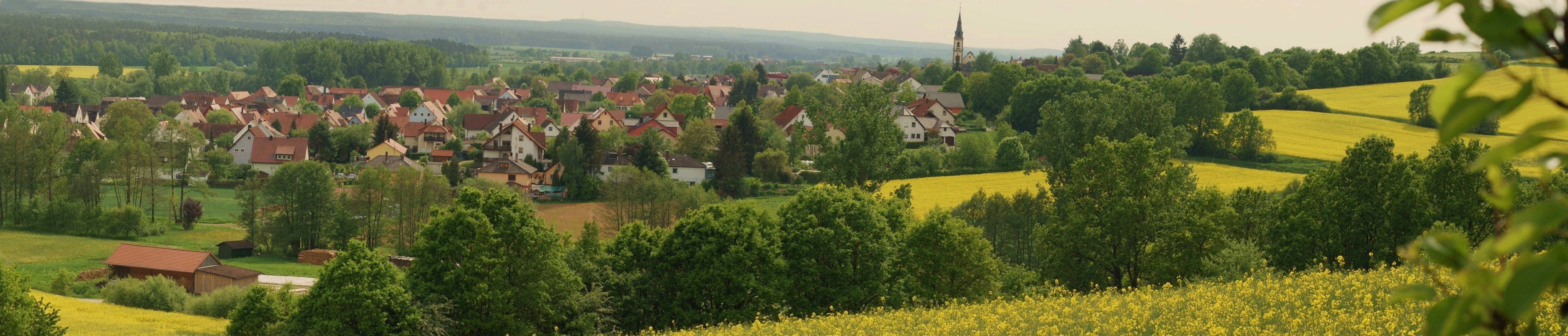
Panorama (Blick von Nordosten)

## Politik

### Bürgermeister
Erster Bürgermeister der Gemeinde ist seit 2020 Gerhard Bauer (Wählergemeinschaft Hallerndorf). Er gewann gegen den seit 2014 amtierenden Torsten Gunselmann (FWG Schnaid-Stiebarlimbach). Vorgänger war Heribert Weber, der seit 2002 im Amt war (WG Willersdorf-Haid/WG Hallerndorf). Dessen Vorgänger war Alois Hagen, der seit 1972 amtierte.

### Gemeinderat
Der Gemeinderat hat 16 Mitglieder zuzüglich des Ersten Bürgermeisters:
| Partei / Liste                           | 2020 | 2014 | 2008 | 2002 |
| Christlich-Soziale Union in Bayern (CSU) | 2    | 1    | 1    | 5    |
| WG Schlammersdorf und WG Trailsdorf      | 3    | 4    | 3*   | 4*   |
| WG Willersdorf-Haid                      | 3    | 3    | 3    | 2    |
| WG Schnaid-Stiebarlimbach                | 1    | 2    | 2    | 1    |
| WG Pautzfeld                             | 2    | 2    | 2    | 1    |
| WG Hallerndorf                           | 3    | 2    | 2    | –    |
| Bürgerliste Gemeinde Hallerndorf         | 1    | –    | –    | –    |
| Für die Gemeinde                         | 1    | –    | –    | –    |
| Junge & aktive Bürger Hallerndorf        | –    | 2    | 2    | 2    |
| WG Schlammersdorf                        | –    | –    | 1    | 1    |
| Sitze gesamt                             | 16   | 16   | 16   | 16   |

* 2008 und 2002 nur WG Trailsdorf

Für 2020: Kommunalwahl am 15. März 2020

### Partnergemeinden
- Italien: Im Jahre 1989 schloss Hallerndorf eine Partnerschaft mit der norditalienischen Gemeinde Drena. Grund dafür waren zahlreiche Besuche einzelner Familien aus Hallerndorf in Drena.

### Wappen
| Wappen von Hallerndorf | Blasonierung: „Geteilt, oben in Gold ein rot bewehrter und rot bezungter wachsender schwarzer Löwe, der von einer silbernen Schrägleiste überdeckt ist, unten in Grün ein silberner Wellenbalken, besteckt oben mit fünf, unten mit drei goldenen Lindenblättern.“ |
| Wappen von Hallerndorf | Wappenbegründung: Die Gemeinde Hallerndorf besteht seit 1978 aus den ehemals selbstständigen Gemeinden Haid mit Willersdorf, Schnaid mit Stiebarlimbach, Pautzfeld, Schlammersdorf, Trailsdorf und Hallersdorf. Die ehemaligen Herren des Oberen und des Unteren Schlosses teilten sich die Herrschaft im Ort. Der Löwe aus dem Hochstiftswappen erinnert an die Herrschaft des Bistums Bamberg der zum Oberen Schloss gehörenden Gebiete. Die Lindenblätter sind aus dem Wappen der Freiherren von Seckendorff entnommen, die von 1420 bis 1688 die Herren des Unteren Schlosses waren. Sie stifteten die Kreuzbergkirche. Zugleich repräsentieren die fünf oberen und drei unteren Lindenblätter die acht Orte der Gemeinde Hallerndorf. Der Wellenbalken stellt die Lage der Gemeinde an der Aisch dar. Die Farben Gold und Grün entsprechen dem untergegangenen Wappen der Gemeinde Pautzfeld. Die Farbe Grün weist zugleich auf die Landwirtschaft im Gemeindegebiet. Die Gemeinde Hallerndorf führt das Wappen seit 1985. |

## Wirtschaft
In Hallerndorf und Umgebung dominierte bis zum Dreißigjährigen Krieg der Anbau von Wein.
In der Seußlinger Chronik wird von 4000 Weinstöcken am Trailsdorfer Leimberg und 3000 am Galgenberg berichtet. Durch den Hopfenanbau wurde der Weinanbau zurückgedrängt. Heute gibt es allerdings auch keine Hopfenfelder in der Region mehr.
In Anbetracht der Größe der Gemeinde ist die Anzahl der dort ansässigen Brauereien bemerkenswert. Bereits im 15. Jahrhundert wurde im Ort Bier gebraut. In diese Zeit fällt auch die Gründung der noch bestehenden Brauerei Rittmayer im Jahr 1422, die damit eine der ältesten Brauereien im Forchheimer Land ist. Bis zum Zweiten Weltkrieg gab es acht Brauereien, darunter auch eine Schlossbrauerei (Unteres Schloss). Heute gibt es noch folgende, zum Teil auch Bierkeller bewirtschaftende, sechs Brauereien:
- Brauerei Rittmayer (Hallerndorf)
- Brauerei Lieberth (Hallerndorf) mit Dorfkeller
- Brauerei Roppelt (Stiebarlimbach)
- Brauerei Witzgall (Schlammersdorf)
- Gänstaller Bräu (Schnaid)
- Brauhaus am Kreuzberg

## Persönlichkeiten
- Alfred Welker (1939–2015), römisch-katholischer Ordensgeistlicher (Jesuit), in Stiebarlimbach geboren